# George Morland
Pour les articles homonymes, voir Morland.
George Morland, né le 26 juin 1763 à Londres et mort le 29 octobre 1804 à Brighton, est un peintre et graveur anglais de scènes rustiques et animalières.

## Biographie
Morland étudie avec son père, le peintre Henry Robert Morland, et à l'âge de dix ans il expose ses premiers dessins à la Royal Academy. Voyant son talent son père se l'attache comme apprenti et l’emploie à partir de 1777, aux travaux de commande qui le font vivre. Il copie et fabrique pendant sept ans des paysages hollandais du XVIIe siècle, et quelques marines d'après Claude-Joseph Vernet.
Il fréquente l'école académique de façon très sporadique, lui préférant les brasseries, et en 1780, il a refusé un apprentissage avec Romney. L'année suivante, à l'insu de son père, il commence à travailler pour un marchand londonien. À la fin de son apprentissage en 1784, il gagne sa vie en peignant des tableaux de genre sentimentaux à la manière de Francis Wheatley, qu'il vend sur les marchés. Il devint très vite populaire et refuse en 1787, une commande du prince de Galles pour décorer une salle de Carlton House. L'année suivante, au moins trente trois de ses tableaux sont gravés et publiés. 
Il trouve son style propre après les années 1790. Il travaille alors sur de grandes toiles et produit de nombreuses scènes rustiques et des scènes de contrebandiers avec un style fluide et lumineux. Elles sont remarquables pour révéler les tensions sociales et la pauvreté rurale de l'époque.
Il mène une vie tellement irrégulière et intempérante, qu’il finit par s’abrutir complètement. Devenu alcoolique, il passe ses jours dans la compagnie des gens les plus démunis, et vit dans la misère. On dit qu’on le trouva un jour occupé d’un très beau tableau au milieu d’une chambre, où l’on voyait d’un côté le cercueil de son enfant mort depuis trois semaines, et que probablement il n’avait pas le moyen de faire enterrer, de l’autre, un âne auprès de sa crèche ; ailleurs, un porc dévorant sa nourriture dans un plat cassé ; enfin, le peintre ayant une bouteille de mauvaise eau-de-vie pendue au chevalet.
Dans les dernières années de sa vie, il est presque constamment ivre, et tombe, malgré son talent, dans la désaffection générale. Arrêté pour une petite dette, il boit une telle quantité d’eau-de-vie, qu’il en mourut quelques jours après, presque en même temps que sa femme, qui avait partagé son intempérance.

## Œuvre

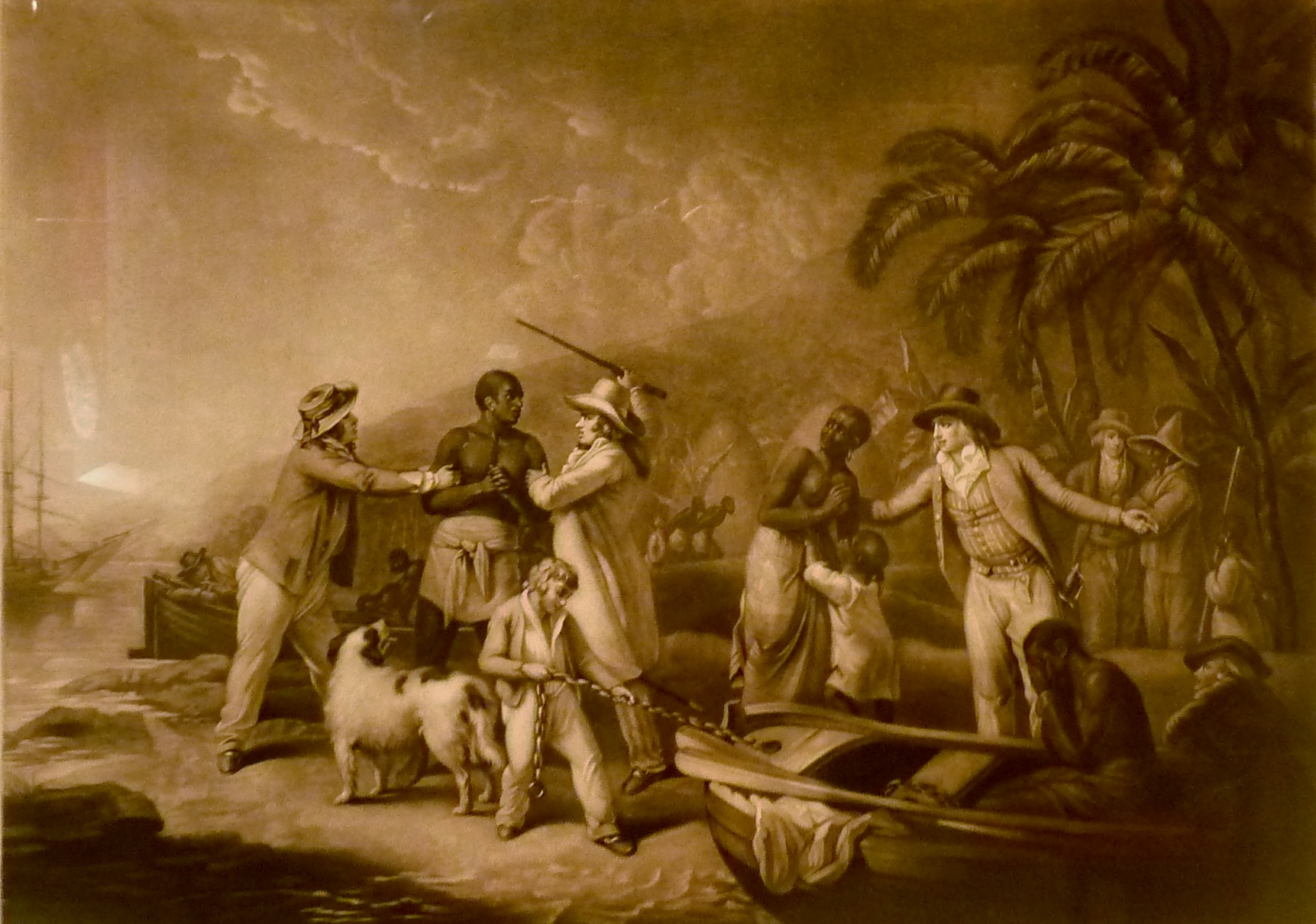
John Raphael Smith d'après un tableau de George Morland : Le commerce des esclaves (gravure, 1791, Musée de la Compagnie des Indes).

Il peint au début des paysages, dans lesquels il représente le chêne anglais avec plus de fidélité qu’aucun peintre ne l’avait fait avant lui. Ensuite il peint les sujets qui l'entourent, et les rend avec un art et une vérité surprenante. Il distribue avec une grande habileté la lumière et les ombres, dessine correctement, n’exagère aucun effet et achève parfaitement ses tableaux. 
Ses meilleures compositions se concentrent sur des scènes rustiques : fermes et chasses ; contrebandiers et gitans ; paysages riches inspirés par la peinture hollandaise de l'Âge d'or. Un extérieur d’étable, qu’il exposa eu 1791, à l’Académie royale est considéré comme son chef-d’œuvre.
Sa production est prolifique et on lui attribue environ huit cents tableaux pour les huit dernières années de sa vie. Son travail est connu dans toute l'Europe et de nombreuses gravures de ses tableaux ont été publiées.

### Années 1780
- La Femme du poissonnier, 1787-1793, huile sur toile, 31 × 75 cm, Wallace Collection, Londres[4]
- Une visite à l'internat, 1788, huile sur toile, 62 × 25 cm, Musée de l'Ermitage, Saint-Petersbourg[5]
- Une partie de pêche à la ligne, 1789, huile sur toile, 63 × 76 cm, centre d'art britannique de Yale, New Haven[6]
- Le Repas des pêcheurs, 1789, huile sur toile, 63 × 76 cm, centre d'art britannique de Yale, New Haven[7]

### Années 1790
- L'Auberge sur la route, 1790, 51 × 66 cm, Tate Britain, Londres[8]
- Le Thé au jardin, gravé en 1790, 41 × 50 cm, Tate Britain, Londres[9]
- Paysan à la fenêtre, début des années 1790, huile sur panneau, 30 × 25 cm, Musée de l'Ermitage, Saint-Petersbourg[10]
- Le Vieux moulin à eau, 1790, huile sur toile, 100 × 124 cm, centre d'art britannique de Yale, New Haven[11]
- Paysage d'hiver, 1790, huile sur toile, 70 × 90 cm, centre d'art britannique de Yale, New Haven[12]
- Dans une étable, 1791, huile sur toile, 149 × 204 cm, Tate Britain, Londres[13]
- Colporteurs se préparant pour le marché, 1791, huile sur toile, 70 × 90 cm, Tate Britain, Londres[14]
- A l'Approche de l'orage, 1791, huile sur toile, 85 × 117 cm, Musée de l'Ermitage, Saint-Petersbourg[15]
- Vieux chevaux avec un chien dans une écurie, vers 1791, huile sur toile, 30 × 38 cm, centre d'art britannique de Yale, New Haven[16]
- Devant la porte de la maison de la bière, 1792, huile sur toile, 35 × 27 cm, Tate Britain, Londres[17]
- Le Vacher et la laitière, 1792, huile sur toile, 72 × 87 cm, Tate Britain, Londres[18]
- La Chasse au lapin, 1792, huile sur toile, 86 × 117 cm, Tate Britain, Londres[19]
- Devant la porte de l'auberge, l'hiver, vers 1795, 72 × 92 cm, Tate Britain, Londres[20]
- Paysage avec cavalier et deux fermes, 1795-1800, 19 × 29 cm, Musée de l'Ermitage, Saint-Petersbourg[21]
- Setters, 1798-1799, huile sur toile, 34 × 23 cm, centre d'art britannique de Yale, New Haven[22]
- Bohémiens, vers 1800, huile sur toile, huile sur toile, 35 × 46 cm, Musée de l'Ermitage, Saint-Petersbourg[23]

### Dates non documentées
- Devant l'auberge, huile sur toile, 104 × 126 cm, Tate Britain, Londres[24]
- La Diseuse de bonne aventure, huile sur toile, 46 × 53 cm, Tate Britain, Londres[25]
- Les Casseurs de cailloux, huile sur bois, 18 × 23 cm, Tate Britain, Londres[26]
- Vue d'un village, huile sur panneau, 20 × 28 cm, Musée de l'Ermitage, Saint-Petersbourg[27]

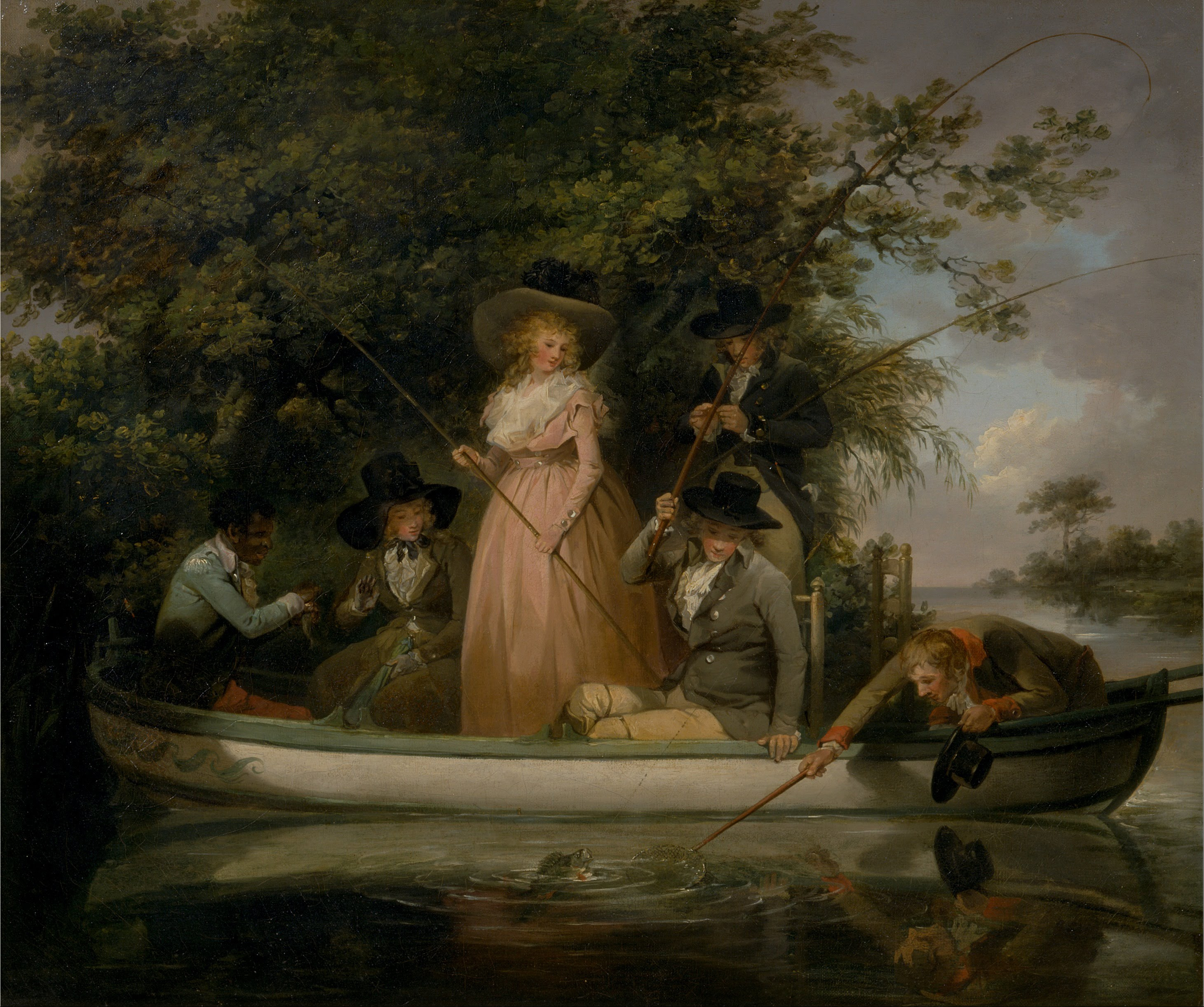
Une partie de pêche, 1788 Yale, New Haven
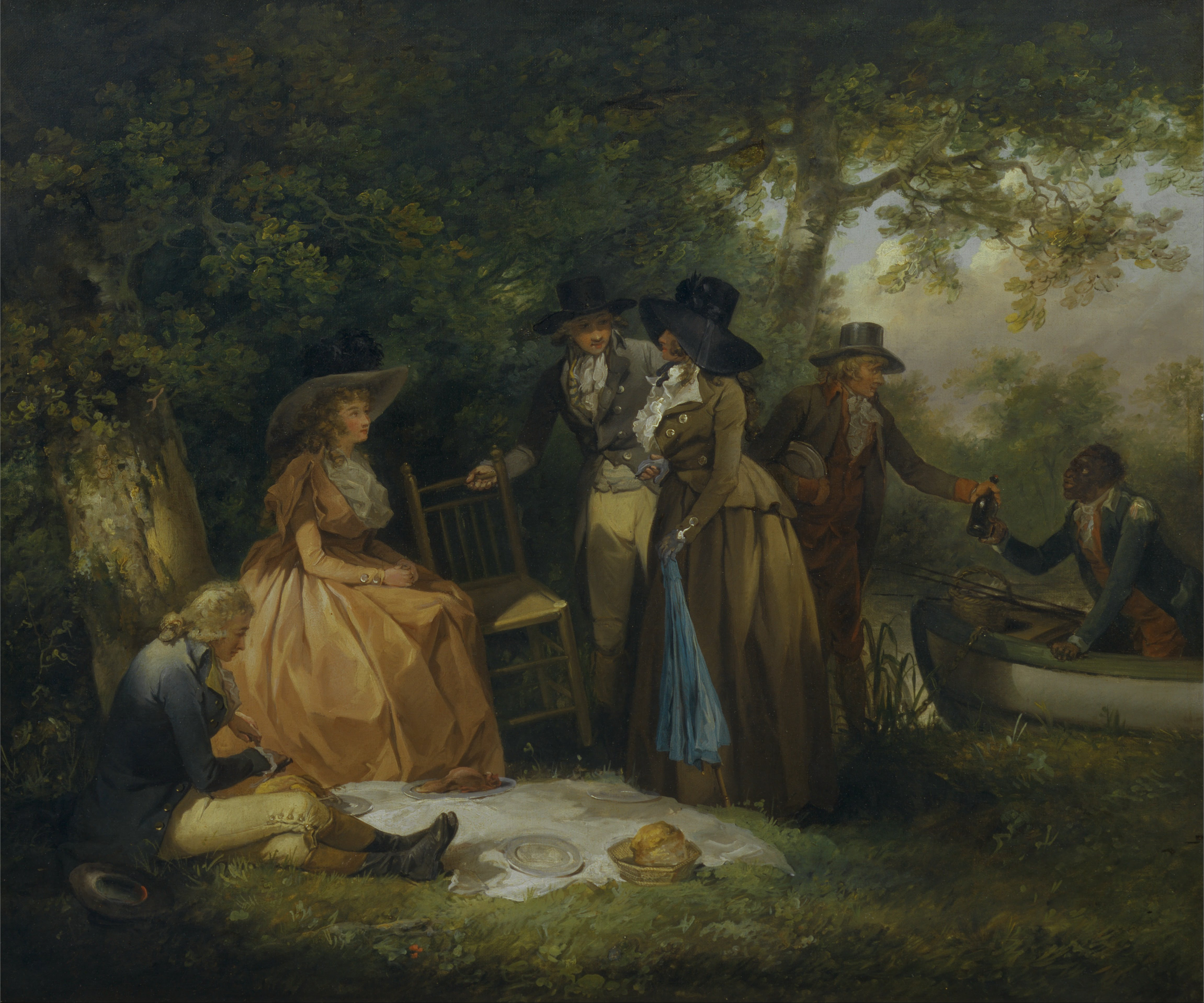
Le Repas des pêcheurs, 1789 Yale, New Haven
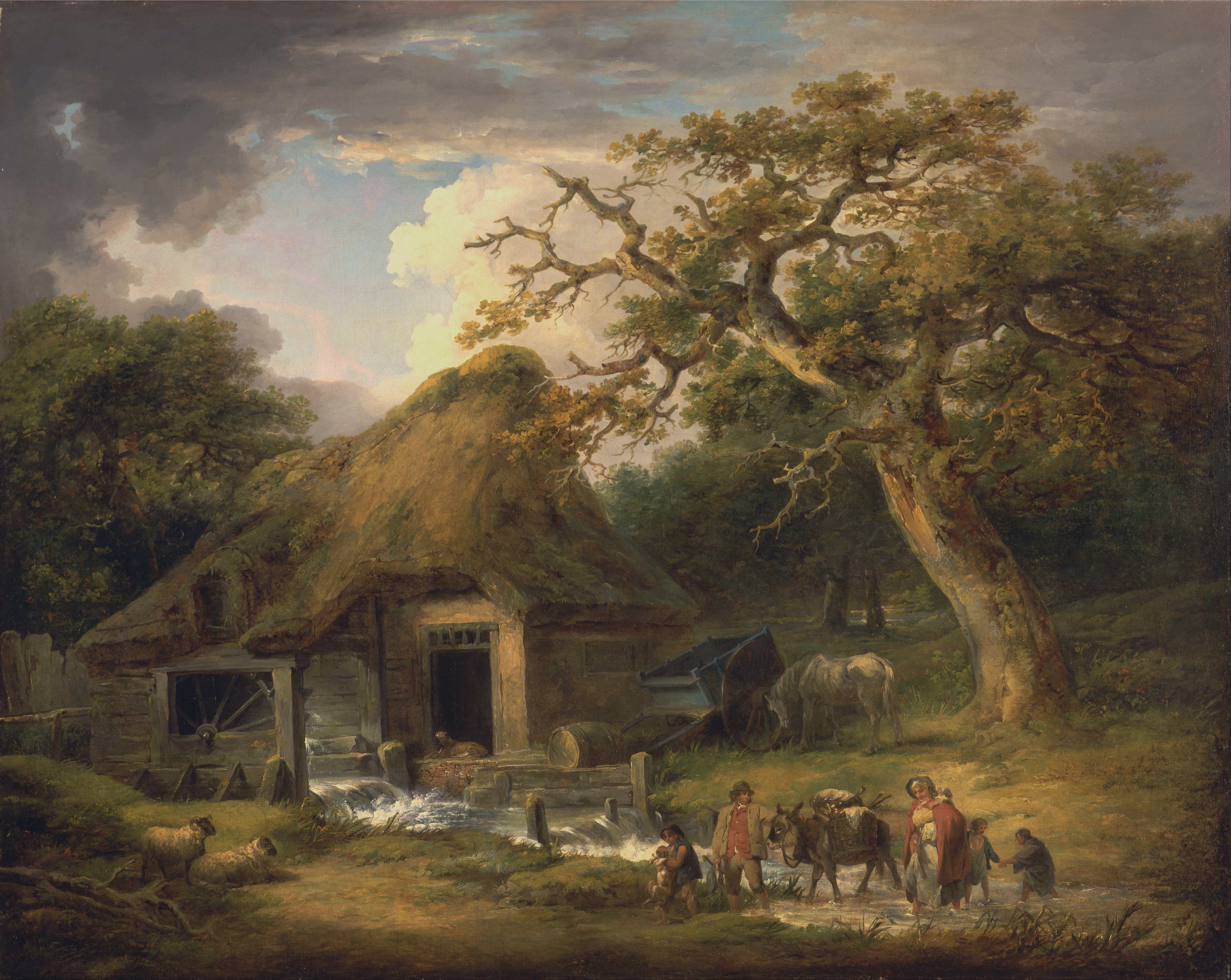
Le Vieux moulin à eau, 1790 Yale, New Haven
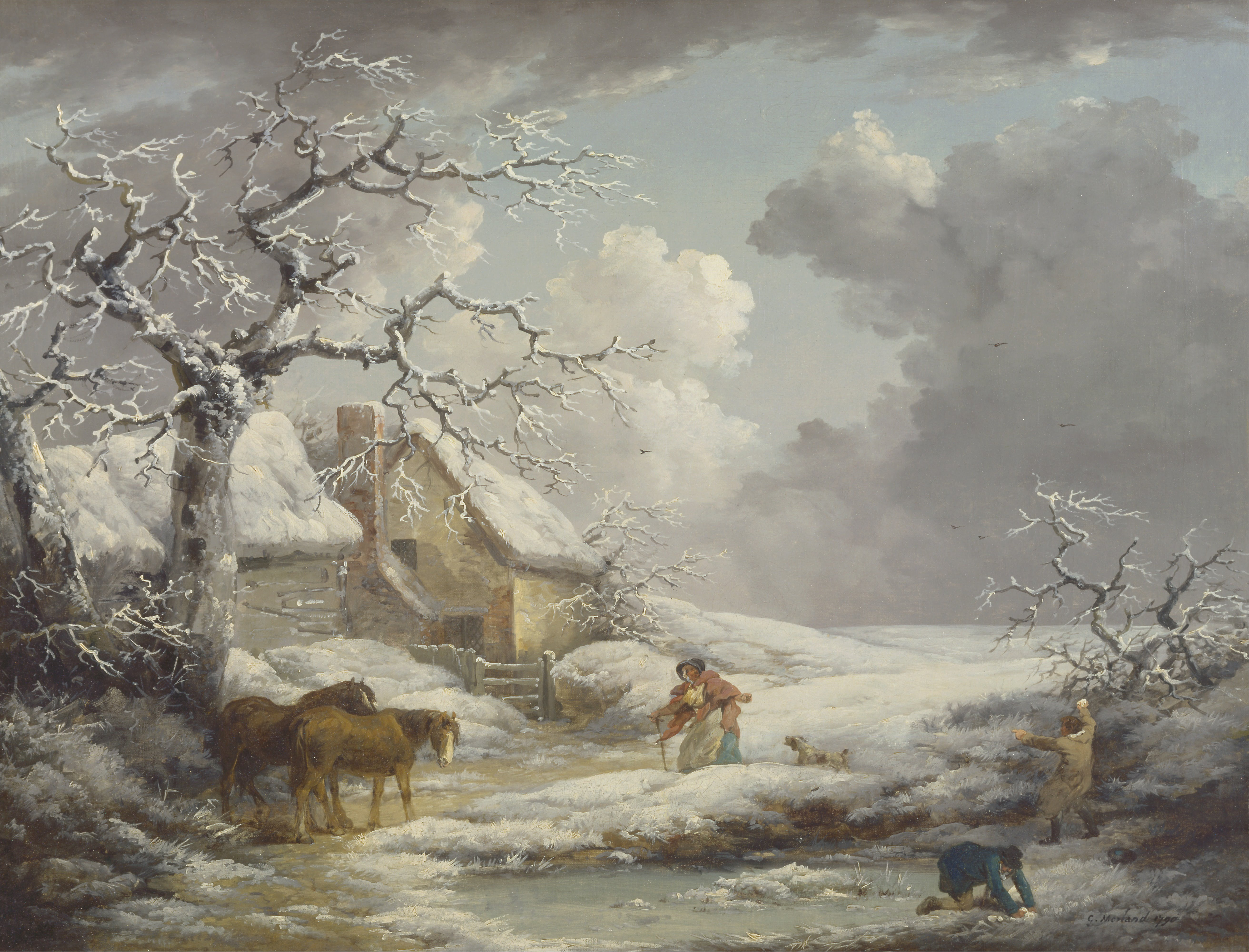
Paysage d’hiver, 1790 Yale, New Haven
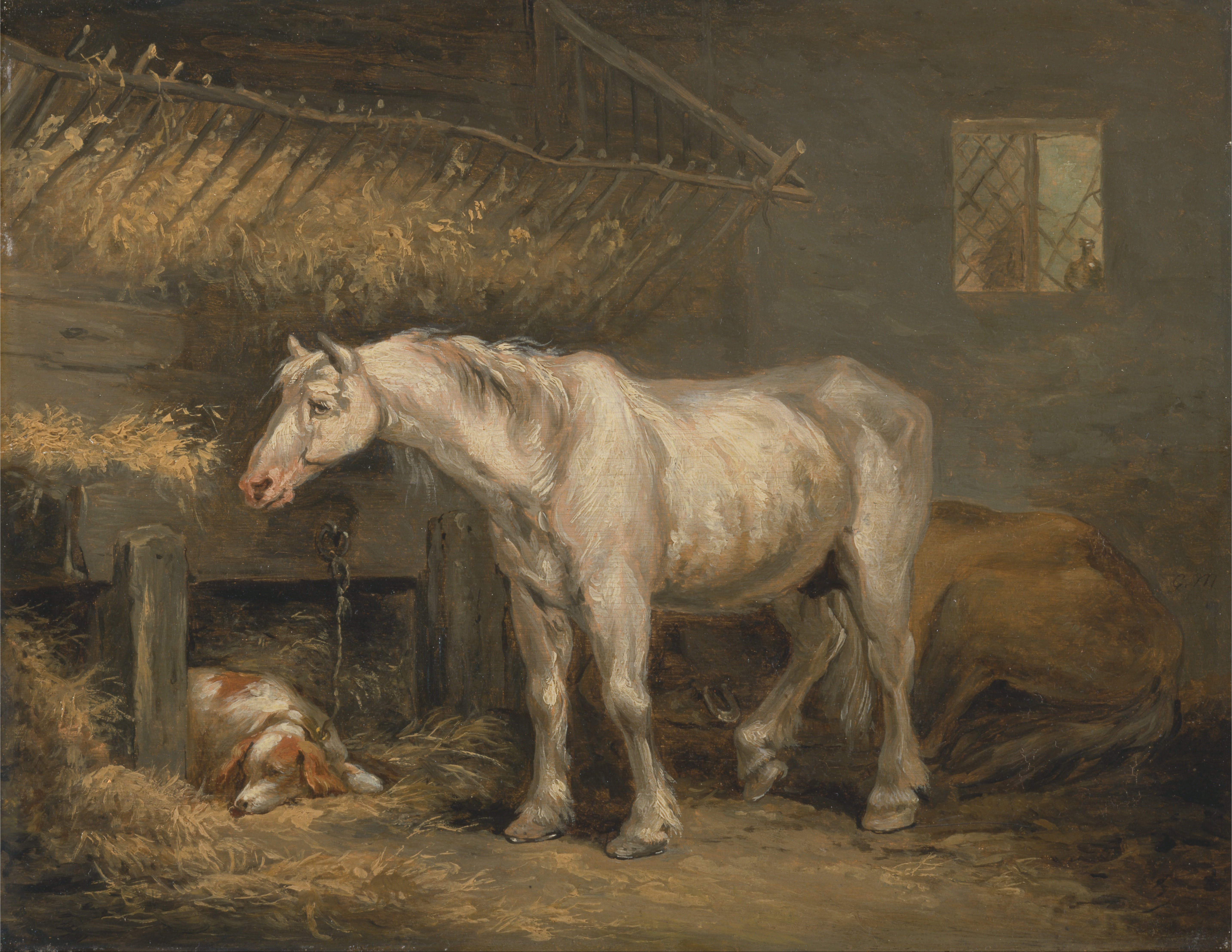
Vieux chevaux, vers 1791 Yale, New Haven
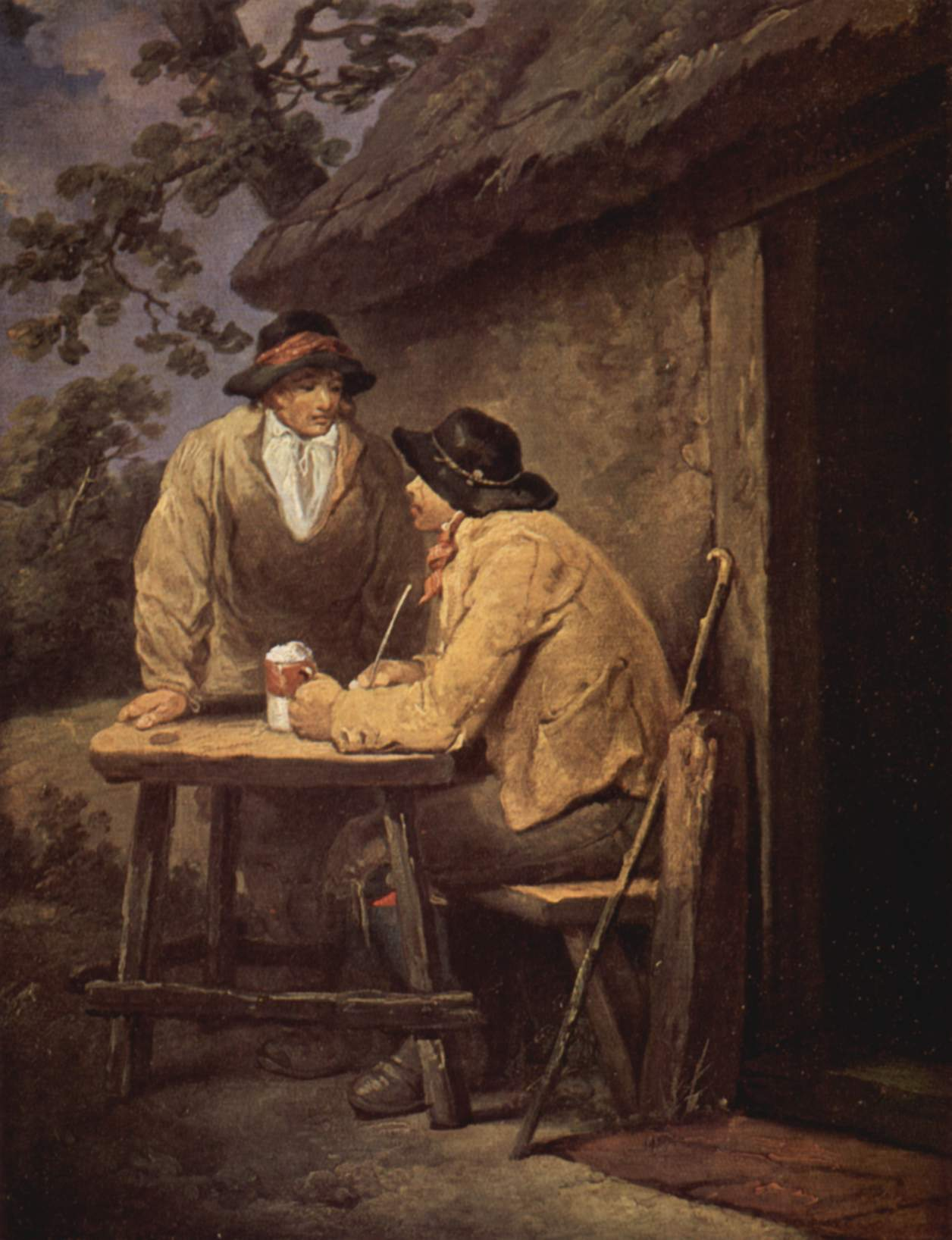
Devant la porte, 1792 Tate Britain
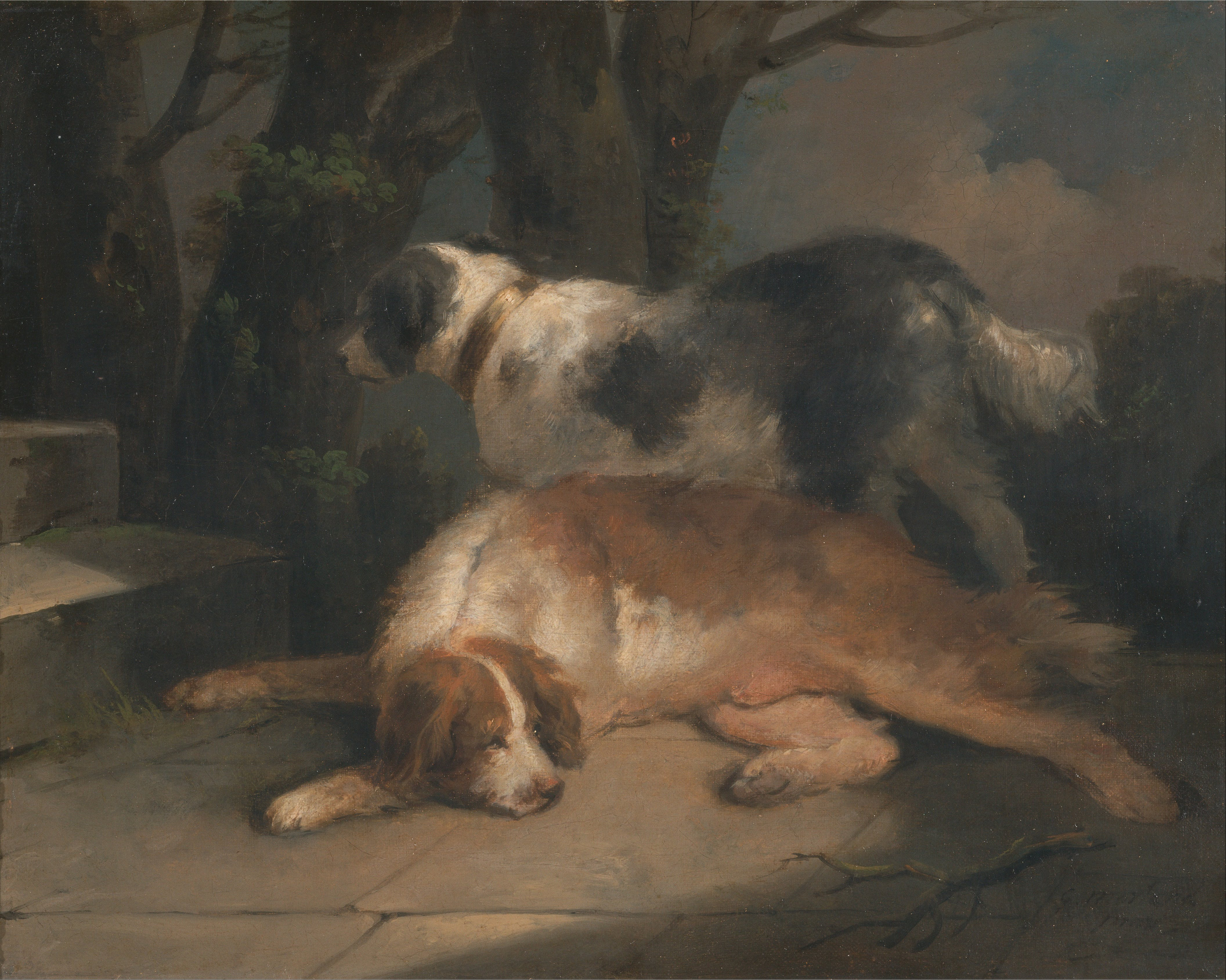
Setters, 1798-1799 Yale, New Haven